# آلبر شامپیون
آلبر شامپیون (فرانسوی: Albert Champion‎; ۵ آوریل ۱۸۷۸ – ۲۶ اکتبر ۱۹۲۷) دوچرخه‌سوار اهل فرانسه بود.